# Farma (7. sezona)
Farma: More i maslina sedma je sezona hrvatskog reality showa Farma. Prikazivala se na programu Nove TV od 5. listopada do 30. prosinca 2020. Sezonu su vodili Mia Kovačić i Frano Ridjan.
Pobjednik sezone bio je Tomislav Pavlović. Ovo je posljednja sezona Farme prikazana na Novoj TV; emisija je kasnije prešla na RTL koji je 2025. godine prikazao novu, prvu sezonu emisije. 

## Voditelji
- Mia Kovačić
- Frano Ridjan

### Mentor
- Jure Čudina

## Tijek sezone
Prvog dana na farmu je došlo 14 stanara (farmera). To su uglavnom poznate osobe i osobe iz javnog života.
Svakog tjedna farmeri napreduju u razvoju farme i izvršavaju zadatke koje im je zadao i objasnio farmer mentor. Na taj način mogu dobiti životinje za koje se kasnije moraju brinuti. Osim životinja, dobivaju i biljne kulture. Jednom na tjedan svi se skupljaju na obiteljski sastanak na kojem svatko može anonimno napisati što misli o nekomu ili nečemu.
U dvoboju su se u 5. tjednu sukobili Prince i Zdenka. Pobjedio je Prince. Ali jer su nedavno diskvalificirani Duo Dubravko i Bruno i Zoran, Zdenka je ostala na farmi.
U 3. tjednu iznenadno je na farmu došlo još 5 farmera: Andrijana Lukanec, Josip Sečić, Zoran Mikulandra, Duo Dubravko i Bruno i Kristina Penava.
U finalu su ostali Katarina, Saša, Dora, Prince i Tomislav, a u istom tjednu pridružili su im se svi bivši stanari (osim diskvalificiranih Dubravka i Brune, Janija i Zorana). 
Farmeri
- Tomislav Pavlović - napustio farmu u 34. epizodi, vratio se u 49. epizodi, pobjednik
- Prince Wale Soniyiki - napustio farmu u 59. epizodi, superfinalist
- Dora Adanić - napustila farmu u 59. epizodi, superfinalistica
- Saša Štefić - napustio farmu u 58. epizodi, finalist
- Katarina Vukadin - napustila farmu u 58. epizodi, finalistica
- Stjepan Jukić - napustio farmu u 54. epizodi
- Silvio Krstanović - napustio farmu u 38. epizodi, vratio se u 49. epizodi, napustio farmu u 49. epizodi
- Zdenka Jakus - napustila farmu u 49. epizodi
- Maja Bajamić - napustila farmu u 46. epizodi
- Josip Sečić - došao na farmu u 8. epizodi, napustio farmu u 46. epizodi
- Andrijana Lukanec - napustila farmu 41. epizodi
- Sanja Emm - napustila farmu u 27. epizodi
- Kristina Penava - došla na farmu u 8. epizodi, napustila farmu u 17. epizodi
- Dubravko Čačija i Bruno Cmrk - diskvalificirani zbog svađe
- Zoran Mikulandra - diskvalificiran zbog svađe
- Jurica Galić Juka - napustio farmu u 12. epizodi
- Marina Tomašević - napustila farmu u 8. epizodi
- Jani Zombori Banovac - svojevoljno napustio farmu u 1. tjednu
- Ena Friedrich - napustila farmu 1. dan

### Tjedne uloge
Svakog tjedna jedan od farmera postaje gazda farme i on daje zadatke ostalima. Njegov, ali i rad svih ostalih stanara nadzire farmer mentor. Gazda izabire duelistu ili međusobno dijele kamenja i tko ima najviše je prvi duelist. Drugog duelista izabire prvi duelist ili kamenjem. Pobjednik u dvoboju ostaje na farmi, osim ako dođe do nekakve izvanredne situacije.
| Tjedan        | 1.     | 2.     | 3.               | 4.       | 5.        | 6.       | 7.        | 8.      | 9.            | 10.      | 11.      | Finale   | Finale   | Superfinale |
| ------------- | ------ | ------ | ---------------- | -------- | --------- | -------- | --------- | ------- | ------------- | -------- | -------- | -------- | -------- | ----------- |
| Gazda         | Sanja  | Prince | Zoran            | Maja     | Andrijana | Prince   | Zdenka    | Josip   | Stjepan       | Katarina | Tomislav | Tomislav | Tomislav | Tomislav    |
| Prvi duelist  | Jani   | Marina | Jurica           | Kristina | Prince    | Sanja    | Josip     | Stjepan | Dora i Prince | Zdenka   | Saša     | Katarina | Saša     | Dora        |
| Drugi duelist | Silvio | Sanja  | Dubravko i Bruno | Tomislav | Zdenka    | Tomislav | Andrijana | Silvio  | Josip i Maja  | Dora     | Stjepan  | Dora     | Prince   | Prince      |

- U sedmom tjednu dopušteni su muško-ženski dvoboji (samo u znanju).
- Tamnijom bojom u tablici označen je duelist koji je izgubio u dvoboju.

## Vanjske poveznice
- Službena stranica
- Farma: More i Maslina u internetskoj bazi filmova IMDb-a